# Hermann Süskind
Hermann Süskind (* 26. März 1812 in Stuttgart; † 1. Oktober 1872 in Öhringen) war ein württembergischer Oberamtmann.

## Leben
Als Sohn von Friedrich Gottlieb Süskind, Bruder von Eduard Süskind und Vetter von Otto Elben geboren, studierte Hermann Süskind nach dem Besuch des Stuttgarter Gymnasiums Regiminalwissenschaften in Tübingen. Während seines Studiums wurde er 1829 Mitglied der Burschenschaft Germania Tübingen. Nach seinem Studium wurde er 1834 Kanzleihilfsarbeiter bei der Regierung des Schwarzwaldkreises in Reutlingen. Als Oberamtsaktuar war er von 1835 bis 1839 beim Oberamt Reutlingen. Danach war er dort wieder bei der Regierung des Schwarzwaldkreises bis 1842 als Kanzleiassistent und Sekretär tätig. Von 1842 bis 1848 war er Oberamtmann beim Oberamt Freudenstadt, dann bis 1854 beim Oberamt Gerabronn, dann bis 1872 beim Oberamt Öhringen.

## Auszeichnungen
- 1862: Friedrichs-Orden, Ritterkreuz